# 잠 못 드는밤 그대는
잠 못 드는밤 그대는은 ubc Green FM에서 진행하는 울산 전지역에 송출되는 프로그램이다. 현재 진행자는 김수희 DJ이다.
| ubc Green FM        |                              |                     |
| 이전                | 김수희의 잠 못 드는밤 그대는 | 다음                |
| 애프터 클럽         | 김수희의 잠 못 드는밤 그대는 | 조정식의 펀펀투데이 |
| 오전 1시 ~ 오전 3시 | 오전 3시 ~ 오전 4시 55분     | 오전 5시 ~ 오전 7시 |
|                     |                              |                     |